# Frank den Hollander
Frank den Hollander  est un mathématicien néerlandais né le 1er décembre 1956.

## Formation et carrière
Frank den Hollander étudie la physique théorique à l'Université de Leyde avec une licence et une maîtrise en 1980 et un doctorat en 1985 préparé sous la direction de Pieter Kasteleyn (en) avec une thèse intitulée Random Walks on Random Lattices.  Il est postdoctorant de 1985 à 1989 avec Michael Keane (de) à l'Université technique de Delft (TU Delft) et, de 1989 à 1991, il travaille à la TU Delft grâce à une bourse de l'Académie royale néerlandaise des arts et des sciences. Den Hollander est, de 1991 à 1994,  professeur associé à l'Université d'Utrecht et, de 1994 à 2000, professeur de probabilités et de statistiques à l'Université Radboud de Nimègue. De 2000 à 2005, il est professeur à l'Université technique d'Eindhoven (TU Eindhoven) et directeur scientifique d'EURANDOM (centre des sciences stochastiques de la TU Eindhoven). En 2005, il devient professeur à l'Université de Leyde.

## Thèmes de recherche
Les recherches de Den Hollander portent sur la théorie des probabilités (notamment la théorie des grandes déviations, les méthodes de la théorie du potentiel et les systèmes de particules en interaction), la physique statistique (y compris les applications des méthodes variationnelles aux transitions de phase), la théorie ergodique, la génétique des populations et les réseaux complexes.

## Distinctions et récompenses
- 2003 — Lecteur Lévy de la Société Bernoulli à Rio de Janeiro
- 2004 — Conférencier invité au Congrès européen des mathématiciens à Stockholm
- 2005 — Élu membre de l'Académie royale néerlandaise des arts et des sciences[2]
- 2010 — Conférencier invité au Congrès international des mathématiciens à Hyderabad [3]
- 2012 — Élu membre de l'American Mathematical Society
- 2013 — Élu membre de l'Institut de statistique mathématique
- 2016 — Conférencier médaillon au Congrès mondial des probabilités et des statistiques à Toronto[4].
- 2016 — Chevalier de l'Ordre du Lion néerlandais

## Publications (sélection)
- Large Deviations, AMS, coll. « Fields Institute Monographs » (no 14), 2000 (réimpr. 2008) (ISBN 978-0-8218-4435-9, lire en ligne)
- Random Polymers, Springer, coll. « Lecture Notes in Mathematics » (no 1974), 2009 (ISBN 978-3-642-00332-5, lire en ligne)
- avec Anton Bovier, Metastability, Springer, coll. « Grundlehren der mathematischen Wissenschaften » (no 351), 2015 (ISBN 978-3-319-24777-9, lire en ligne)

## Autres réalisations
- « Frank den Hollander : interview at CIRM », sur YouTube, 11 juin 2014
- « Frank den Hollander: Annealed scaling for a charged polymer », sur YouTube, 5 août 2015
- « Large deviations for the Wiener Sausage by Frank den Hollander », sur YouTube, 1er septembre 2017 (voir aussi « Wiener sausage (en) ».)